# Liste der Naturdenkmale in Eicklingen
Die Liste der Naturdenkmale in Eicklingen nennt die Naturdenkmale in Eicklingen im Landkreis Celle in Niedersachsen.

## Naturdenkmale
| Bild            | Bezeichnung | Ort, Lage                                                                             | Beschreibung                                                    | Schutzzweck | Nummer      |
| --------------- | ----------- | ------------------------------------------------------------------------------------- | --------------------------------------------------------------- | ----------- | ----------- |
| Fotos hochladen | Eiche       | Klein Eicklingen Gutsweg (52° 33′ 2,9″ N, 10° 10′ 44,4″ O)                            | Höhe: 16 m Alter: ca. 350 Jahre Stammumfang: 5,67 m (Juli 2021) |             | ND CE 00067 |
| Fotos hochladen | Lauseeiche  | Schepelse Schepelser Straße, östlich von Schepelse (52° 32′ 51,1″ N, 10° 13′ 25,8″ O) | Höhe: 14 m Alter: ca. 250 Jahre Stammumfang: 4,93 m (Juli 2021) |             | ND CE 00130 |
| BW              | Dünenzug    | Sandlingen (52° 33′ 24,1″ N, 10° 13′ 17,2″ O)                                         |                                                                 |             | ND CE 00143 |